# Vangatura

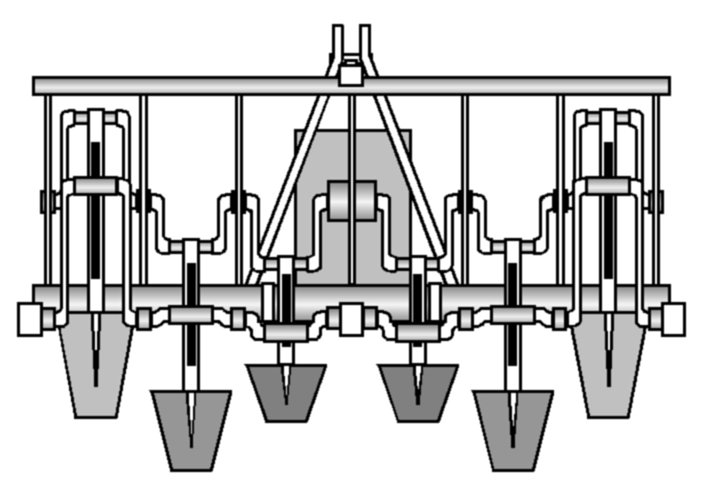
Rappresentazione schematica di una vangatrice

La vangatura è una lavorazione del terreno consistente nel taglio di piccoli blocchi di terreno che vengono rivoltati e sminuzzati.

## Vangatura manuale
La vangatura può essere considerata come la lavorazione manuale tradizionale per la preparazione su piccole superfici, in orticoltura e in giardinaggio prima della semina o del trapianto. Questa operazione assume pertanto il ruolo di una lavorazione principale e si offre come alternativa all'aratura, con la quale mostra diverse analogie.
Si esegue con la vanga, uno degli attrezzi più familiari nella tradizione agricola. L'operatore staziona sul terreno sodo rivolto verso la parte lavorata. La lama della vanga s'inserisce nel terreno, facendo pressione con un piede per aumentare la forza di penetrazione sulla spalla della lama o su un apposito accessorio, detto vangile. Quando la lama è affondata, l'operatore fa leva sullo spigolo del terreno sodo, sulla mano che tiene inferiormente il manico ed eventualmente con la coscia, e solleva una fetta di terra rivoltandola su quelle precedentemente ribaltate. La fetta rivoltata viene subito dopo sminuzzata con alcuni colpi eseguiti di taglio con lo stesso attrezzo per ridurre l'eventuale zollosità. Rispetto alla zappatura la vangatura rispetta meglio la struttura del terreno perché l'operatore non calpesta il terreno già lavorato.
La profondità della lavorazione è subordinata alla compattezza del terreno e alle dimensioni della lama e in generale si mantiene entro i 20–30 cm. La qualità del lavoro è tale da preparare il terreno in un'unica puntata, richiedendo eventualmente una preparazione complementare da eseguirsi con il rastrello. Sui terreni compatti può essere utile eseguire una vangatura a due strati allo scopo di approfondire la lavorazione e ottenere un risultato più energico. In definitiva la vangatura seguita dalla rastrellatura riprende concettualmente - su piccole superfici - l'aratura seguita dall'erpicatura.
Largamente adottato in passato, il ricorso a questa lavorazione ha subito un sensibile ridimensionamento nelle aree agricole ad alto o medio grado di meccanizzazione e si limita a piccoli interventi di rifinitura. La vangatura implica infatti un notevole sforzo fisico e tempi di esecuzioni piuttosto lunghi, dal momento che la lavorazione di 100 m2 da parte di un addetto esperto e solerte richiede almeno 5-6 ore. Gli ambiti di applicazione attualmente si riducono al giardinaggio, mentre in orticoltura la vangatura è stata largamente sostituita dalla fresatura per mezzo di motozappe.

## Vangatura meccanica
È una lavorazione principale, eseguita in alternativa all'aratura con apposite macchine vangatrici, in grado di emulare, almeno concettualmente, il lavoro della vangatura manuale. La vangatrice è un attrezzo portato, con più organi lavoranti mossi dalla presa di potenza del trattore. Ogni organo lavorante simula, in modo più o meno marcato, la classica vanga nella forma ma il risultato del lavoro cambia notevolmente rispetto all'operazione manuale: il tipo che si avvicina meglio alla vanga tradizionale ha una lama di forma trapezoidale che nel suo moto (trasmesso da un manovellismo di spinta inverso) penetra nel terreno, solleva una fetta e la rivolta in direzione opposta, rispetto a quella di avanzamento della macchina, ribaltandola entro certi limiti.
La vangatura meccanica non ha ottenuto una particolare diffusione negli ambienti agricoli italiani. Questa operazione è infatti in grado di effettuare una lavorazione superficiale (20–25 cm) che solo in parte può emulare nelle finalità l'aratura. Peraltro la macchina opera bene in terreni sciolti, ma non si adatta ai terreni compatti, piuttosto diffusi nella realtà del territorio italiano.

## Pregi e difetti
Facendo riferimento alla vangatura meccanica, il vantaggio più evidente rispetto all'aratura consiste nella possibilità di lavorare terreni in condizioni non ottimali di umidità. Il lavoro di una vangatrice, infatti, esercita un modesto grado di compressione del terreno pertanto può essere eseguito anche su terreni la cui umidità oltrepassa lo stato di tempera senza che si abbiano gravi ripercussioni sulla struttura del terreno. Resta inteso, in ogni modo, che la fattibilità è subordinata alla portanza del terreno e, dunque, alla capacità di sopportare senza danni la compressione esercitata dalle ruote o dai cingoli della macchina.
Il tipo di lavoro forma una zollosità ridotta, pertanto è richiesto un blando lavoro di rifinitura con un'erpicatura leggera, al limite non necessaria se si opera su terreni particolarmente sciolti. Altri vantaggi di non trascurabile importanza sono l'elevata capacità oraria di lavoro e il minor consumo di carburante
Gli inconvenienti della vangatura meccanica consistono per lo più nella difficoltà (se non impossibilità) di operare su terreni compatti e nelle ridotte profondità di lavoro (al massimo 35 cm) che non consentono un efficace controllo delle piante infestanti.
In definitiva la vangatura meccanica si presta per l'orticoltura di pieno campo, settore nel quale è fondamentale accorciare i tempi per la preparazione del letto di semina negli avvicendamenti colturali, soprattutto perché consente di svincolarsi, entro certi limiti, dalle condizioni di umidità del terreno.